# Холоднобалківська сільська рада
Холодноба́лківська сільська́ ра́да — колишня адміністративно-територіальна одиниця та орган місцевого самоврядування в Біляївському районі Одеської області. Адміністративний центр — село Холодна Балка.

## Загальні відомості
Холоднобалківська сільська рада утворена в 1939 (1967, 1981) році. 
Ліквідована 17.07.2020.
- Територія ради: 34,399 км²
- Населення ради: 2 771 особа (станом на 2001 рік)
- Водоймища на території, підпорядкованій даній раді: Хаджибейський лиман

## Населені пункти
Сільській раді підпорядковані населені пункти:
- с. Холодна Балка
- с. Алтестове

## Населення
Згідно з переписом 1989 року населення сільської ради становило 2928 осіб, з яких 1350 чоловіків та 1578 жінок.
За переписом населення 2001 року в сільській раді мешкало 2795 осіб.

### Мова
Розподіл населення за рідною мовою за даними перепису 2001 року:
| Мова       | Відсоток |
| ---------- | -------- |
| українська | 86,58 %  |
| російська  | 12,23 %  |
| молдовська | 0,32 %   |
| болгарська | 0,25 %   |
| вірменська | 0,14 %   |
| білоруська | 0,07 %   |

## Склад ради
Рада складається з 16 депутатів та голови.
- Голова ради: Кіров Володимир Дмитрович
- Секретар ради: Дзись Поліна Олександрівна

### Керівний склад попередніх скликань
| Прізвище, ім'я, по батькові | Основні відомості                                                         | Дата обрання | Дата звільнення |
| --------------------------- | ------------------------------------------------------------------------- | ------------ | --------------- |
| Кіров Володимир Дмитрович   | Сільський голова, 1948 року народження, освіта вища, член Партії регіонів | 26.03.2006   | 31.10.2010      |
| Кіров Володимир Дмитрович   | Сільський голова, 1948 року народження, освіта вища, член Партії регіонів | 31.10.2010   | 25.10.2015      |

Примітка: таблиця складена за даними сайту Верховної Ради України

### Депутати
За результатами місцевих виборів 2010 року депутатами ради стали:

#### За суб'єктами висування
| Суб'єкт висування                                       | Кількість обраних депутатів | %    |
| ------------------------------------------------------- | --------------------------- | ---- |
| Партія регіонів                                         | 13                          | 81,3 |
| Комуністична партія України                             | 1                           | 6,3  |
| Політична партія Всеукраїнське об'єднання «Батьківщина» | 1                           | 6,3  |
| Самовисування                                           | 1                           | 6,3  |

#### За округами
| № округу                                                | Прізвище, ім'я, по батькові    | Дата визнання обраним | Освіта           | Партійна приналежність            | Відомості про обраного депутата                          |
| ------------------------------------------------------- | ------------------------------ | --------------------- | ---------------- | --------------------------------- | -------------------------------------------------------- |
| Комуністична партія України                             |                                |                       |                  |                                   |                                                          |
| 3                                                       | Чорна Ольга Миколаївна         | 05.11.2010            | середня          | член Комуністичної партії України | пенсіонер                                                |
| Партія регіонів                                         |                                |                       |                  |                                   |                                                          |
| 1                                                       | Сербін Микола Михайлович       | 05.11.2010            | середня          | член Партії регіонів              | тимчасово не працює                                      |
| 2                                                       | Сербін Ігор Петрович           | 05.11.2010            | середня          | член Партії регіонів              | сільський будинок культури, директор                     |
| 4                                                       | Кобзар Світлана Валентинівна   | 05.11.2010            | середня          | член Партії регіонів              | Холоднобалківська школа І -III ст., вчитель              |
| 5                                                       | Райська Світлана Валеріївна    | 05.11.2010            | вища             | позапартійна                      | приватний підприємець                                    |
| 6                                                       | Тараненко Леонід Володимирович | 05.11.2010            | вища             | член Партії регіонів              | дитячий санаторій «Хаджибей», вчитель                    |
| 7                                                       | Лешко Раїса Францівна          | 05.11.2010            | вища             | позапартійна                      | приватний підприємець                                    |
| 8                                                       | Деміденко Іван Петрович        | 05.11.2010            | середня          | член Партії регіонів              | ВАТ «Одесагаз», слюсар                                   |
| 9                                                       | Дзісь Поліна Олександрівна     | 05.11.2010            | вища             | член Партії регіонів              | Холоднобалківська сільська рада, секретар                |
| 12                                                      | Кожухарь Світлана Іванівна     | 05.11.2010            | вища             | позапартійна                      | Холоднобалківська школа І -III ст., вчитель              |
| 13                                                      | Голубєва Віра Григорівна       | 05.11.2010            | середня          | член Партії регіонів              | дтячий садок «Сонечко», завідувачка                      |
| 14                                                      | Ніколєнко Валентина Борисівна  | 05.11.2010            | вища             | член Партії регіонів              | асоціація «Хаджибейський лиман», провідний спеціаліст    |
| 15                                                      | Лінійчук Оксана Григорівна     | 05.11.2010            | середня          | член Партії регіонів              | приватний підприємець                                    |
| 16                                                      | Куценко Тетяна Григорівна      | 05.11.2010            | середня          | член Партії регіонів              | фельдшерсько-акушерський пункт с. Алтестове, завідувачка |
| Політична партія Всеукраїнське об'єднання «Батьківщина» |                                |                       |                  |                                   |                                                          |
| 10                                                      | Ралєва Надія Іванівна          | 05.11.2010            | середня          | позапартійна                      | СДЮШОР «Динамо», тренер                                  |
| Самовисування                                           |                                |                       |                  |                                   |                                                          |
| 11                                                      | Скурчак Анатолій Васильович    | 05.11.2010            | незакінчена вища | позапартійний                     | приватний підприємець                                    |